# Józef (Pejowski)
Józef, imię świeckie Goran Pejowski (ur. 1977 w Prilepie) – duchowny Macedońskiego Kościoła Prawosławnego, od 2013 metropolita kumanowski i osogowski. Święcenia diakonatu przyjął w 2005, a prezbiteratu w 2006.
Chirotonię biskupią otrzymał 21 października 2012.